# アービング・カーシュ
アービング・カーシュ（キルシュとも、Irving Kirsch、1943年3月7日 - ）は、ハーバード大学医学大学院で偽薬学計画（Program in Placebo Studies）の副主任（Associate Director）、ベス・イスラエル・ディーコネス医療センターで医学の講師をしている。また、イギリスのプリマス大学の心理学教授、ならびにイギリスのハル大学とアメリカ合衆国のコネチカット大学の心理学名誉教授である。カーシュは偽薬効果、抗うつ薬、予測、および催眠に関する彼の研究で名高い。反応予測理論の提唱者であり、彼による抗うつ薬の臨床試験の解析は、イギリスの公式な診療ガイドラインに影響を与えた。

## 経歴
1943年3月7日にカーシュは、ポーランドとロシアのユダヤ人移民の息子として、ニューヨークで生誕した。若いころは、公民権運動と反戦運動で活動した。1960年代はじめに、バートランド・ラッセル伯爵の依頼で、ベトナム戦争反対を題材にしたパンフレットを出版し、ラッセルによるとニューヨーク・タイムズによって検閲されていた。心理学者になる前、彼はトレド交響楽団でヴァイオリン奏者として働いており、弦楽部門でアレサ・フランクリンなどのコンサートで伴奏している。
1975年に、カーシュは南カルフォルニア大学で心理学の博士号を取得した。大学院生の時には、『国家風刺』（National Lampoon）誌と共同で、ウォーターゲート事件公聴会でのリチャード・ニクソンによる演説や記者会見の録音を混ぜこぜにしたテープで作り上げられたヒットシングル、後に「行方不明のホワイトハウス・テープ」（The Missing White House Tapes）と名付けられたレコードアルバムを制作した。同アルバムは、1974年に最優秀コメディ録音としてグラミー賞にノミネートされた。
1975年に、カーシュはコネチカット大学の心理学部に加わって2004年まで働き、プリマス大学の心理学教授となった。2007年にハル大学に移籍し、2011年にハーバード大学医学大学院で教えるようになった。カーシュは、10冊の書籍と200以上の科学雑誌論文と書籍の章の著者や編者である。ハル大学の心理学教授で記憶と記憶の歪みに関する専門家のジュリアーナ・マッツォーニ（Giuliana Mazzoni）と結婚した。彼の息子は、デビッド・トレズナー・カーシュ（David Tresner-Kirsch）はコンピューター科学者としてボストンで働いている。

## 理論と研究

### 反応予測理論
カーシュの反応予測理論（Response Expectancy Theory）は、人々の体験は、彼らが体験についてどんな予測をしているかによって部分的に決定されるという考えに基づいている。カーシュによれば、これは偽薬効果と催眠の背後に横たわる効果である。この理論は、主観と生理の両方の反応を、人々の予測を変えることによって変容させることができることを示している研究に支えられている。同理論は痛み、抑うつ、不安障害、ぜんそく、依存症、心因性の疾患を理解するために応用されている。

### 抗うつ薬の調査
抗うつ薬の有効性についてのカーシュによる解析は、彼の偽薬効果への関心の副産物であった。この領域での彼の研究は、以前に実施された臨床試験が、集計され統計的に解析された結果の、最初のメタアナリシスであった。この最初のメタアナリシスは、うつ病治療における偽薬効果の量を評価することが目的であった。その結果はかなり大きい偽薬効果を示しただけでなく、薬の効果が驚くほど小さいことも示された。これはカーシュの関心を、抗うつ薬の効果を評価することへと変化させた。カーシュによる最初のメタアナリシスは、公表された臨床試験に限られていた。この解析を巡る議論は、公表された試験のデータも、未公表の試験のデータも含んでいるアメリカ食品医薬品局（FDA）から入手した書類へと彼を案内した。FDAのデータのカーシュによる解析は、イギリスの国民保健サービス（NHS）のために診療ガイドラインを定めている、英国国立医療技術評価機構（NICE）で用いられる尺度に照らして、抗うつ薬と偽薬の差が、臨床的に有意ではなかったことを示した。
カーシュは自らの理論に、化学的不均衡がうつ病を引き起こしているというよく知られている信念に対する疑問点を取り込んでいる。

### 催眠における研究
カーシュのいくつかの研究は催眠のテーマに着目した。彼の催眠理論の土台は、偽薬効果と催眠は共通の機序「反応の予測」を共有しているということである。このテーマにおけるカーシュの見解は、催眠と偽薬の効果は共に、被験者の信念に基づいているということである。彼は臨床催眠を「ごまかさない偽薬」と見なしている。

## 著書
- - アービング・カーシュ『抗うつ薬は本当に効くのか』石黒千秋訳、2010年。ISBN 978-4767809540。、Kirsch, I (2009). The Emperor's New Drugs: Exploding the Antidepressant Myth. London: The Bodley Head. ISBN 1-84792-083-7
  - Kirsch, I., Deacon, B. J., Huedo-Medina, T. B., Scoboria, A., Moore, T. J., & Johnson, B. T (February 2008). “Initial severity and antidepressant benefits: A meta-analysis of data submitted to the Food and Drug Administration”. PLoS Medicine 5 (2):  e45. doi:10.1371/journal.pmed.0050045. PMC 2253608. PMID 18303940.
  - Kirsch, I., & Moncrieff, J (July 2007). “Clinical trials and the response rate illusion”. Contemporary Clinical Trials 28 (4):  348–51. doi:10.1016/j.cct.2006.10.012. PMID 17182286.
  - Lynn, S. J., & Kirsch, I (2005). Essentials of Clinical Hypnosis: An Evidence-based Approach. Washington, DC: American Psychological Association (APA). ISBN 1-59147-344-6
  - Kirsch, I., Moore, T. J., Scoboria, A., & Nicholls, S. S (July 2002). “The emperor's new drugs: An analysis of antidepressant medication data” (pdf). Prevention and Treatment 5:  Article 23. doi:10.1037/1522-3736.5.1.523a.
  - Kirsch, I., & Braffman, W (2001). “Imaginative Suggestibility and Hypnotizability”. Current Directions in Psychological Science 10 (2):  57–61. doi:10.1111/1467-8721.00115.
  - Kirsch, I., & Lynn, S. J (July 1999). “Automaticity in clinical psychology”. American Psychologist 54 (7):  504–15. PMID 10424156.
  - Kirsch, I. (Ed.) (1999). How expectancies shape experience. Washington DC: American Psychological Association. ISBN 1-55798-586-3
  - Kirsch, I., & Sapirstein, G (1998-06-26). “Listening to Prozac but hearing placebo: A meta-analysis of antidepressant medication. Prevention and Treatment”. Prevention and Treatment 1 (2):  Article 0002a. doi:10.1037/1522-3736.1.1.12a.  オリジナルの1998-08-15時点におけるアーカイブ。.
  - Kirsch, I., & Lynn, S. J (January 1998). “Dissociation theories of hypnosis”. Psychological Bulletin 123 (1):  100–15. PMID 9461855.
  - Kirsch, I., & Lynn, S. J (1998). “Social-cognitive alternatives to dissociation theories of hypnotic involuntariness”. Review of General Psychology 2 (1):  66–80. doi:10.1037/1089-2680.2.1.66.
  - Montgomery, G. H., & Kirsch, I (1996). “Mechanisms of placebo pain reductio: An Empirical Investigation”. Psychological Science 7 (3):  174–176. doi:10.1111/j.1467-9280.1996.tb00352.x.
  - Kirsch, I., & Lynn, S. J (1995). “Altered state of hypnosis: Changes in the theoretical landscape”. American Psychologist 50 (10):  846–858. doi:10.1037/0003-066X.50.10.846.
  - Kirsch, I (1990). Changing expectations : A key to effective psychotherapy. Pacific Grove, CA: Brooks/Cole. ISBN 0-534-12648-0
  - Kirsch, I (1985). “Response expectancy as a determinant of experience and behavior”. American Psychologist 40 (11):  1189–1202. doi:10.1037/0003-066X.40.11.1189.